# Живко Ђуза
Живко Ђуза (Мркоњић Град, 1953) афористичар и шахиста је из Босне и Херцеговине. Рођен је 21. јануара 1953. године у Подрашници, општина Мркоњић Град, гдје и данас живи. Објавио је четири збирке афоризама, а мркоњићка општина је 2012. суфинансирала издавање његове књиге „Шта су писци хтјели да кажу“. Афоризми су му заступљени у првом тому књиге „Бисери балканског афоризма“ македонског књижевника Васила Толевског, лексикону афоризама „Извајане мисли 4“ чији су приређивачи Славомир Васић и Иван Матејевић, „Антологији афоризама Босне и Херцеговине“ Јове Николића и др.
Ђуза је добитник друге награде „Милован Илић Минимакс“ на Четвртом међународном фестивалу за хумор и сатиру који је одржан 2010. у Ветернику и награде за позлаћени афоризам на конкурсу „Шта нам могу свјетске пандемије“, који је одржан исте године у Мркоњић Граду.
Такође се бави и шахом. Побједник је шаховског турнира одржаног у Масловарама 2005. године.